# الدوري الأمريكي لكرة القدم 2009
الدوري الأمريكي لكرة القدم 2009 (بالإنجليزية: 2009 Major League Soccer season)‏ هو الموسم 14 من  الدوري الأمريكي لكرة القدم. أقيم خلال الفترة 2009 وحتى 22 نوفمبر 2009، وكان عدد الأندية المشاركة فيه  15، وفاز فيه ريال سالت ليك.